# الأمار (القويعية)
الأمار، هي قرية من فئة (ب) تقع في محافظة القويعية، والتابعة لمنطقة الرياض في السعودية. وتبعد الأمار عن محافظة القويعية بمسافة تقارب (47) كم.